# Ел Адид
Ел Адид ли-Дин Алах (арап. العاضد لدين الله‎; 1149-1171) био је четрнаести и последњи фатимидски калиф.

## Биографија
Ел Адид је на престолу наследио свога брата ел Фаиза који је 1160. године убијен у дворским сукобима. Сукоби су се наставили између кандидата за везирски престо и након Фаизове смрти. Ел Адид, као и сви калифи од почетка 12. века, био је само привидан носилац власти. Стварну власт у калифату је држао велики везир. Везир Абас убијен је 1163. године у дворским сукобима. На везирски престо долази његов убица Шавар. Нур ад Дин, зенгидски владар, приморао је ел Адида да гапостави на место везира. Шаварову владавину обележио је период крсташких похода на Египат у којима ће он често мењати стране. Године 1169. Нур ад Динов војсковођа Ширку одбиће последњи напад јерусалимског краља Амалрика након чега ће тријумфално ући у Каиро. Шавара је погубио 18. јануара и приморао калифа да га именује за везира. Међутим, након само три месеца Ширку умире након пијанке. Наследио га је нећак Салах ед Дин Јусуф, касније чувени Саладин. У Египту је започела Саладинова каријера. Читава контрола над Фатимидским калифатом била је у његовим рукама. Калифова мамелучка гарда покушала је да га избаци из Каира. Овај покушај завршен је неуспехом. Саладин је напао мамелучки логор док они нису били у њему и заробио им жене и децу. Мамелуци су морали да га моле за животе својих породица. На крају су сви Мамелуци измасакрирани. Саладин је сада постао апсолутни владар Египта. Највећу шиитску државу приклонио је Багдадском калифату. Ел Адид је сада постао непотребан и уклоњен је након само неколико месеци. Фатимидски калифат је престао да постоји.